# Taken by Storm
Pour plus de détails, voir Fiche technique et Distribution.
Taken by Storm est un film muet américain réalisé par James Young, sorti en 1914.

## Fiche technique
- Titre : Taken by Storm
- Réalisation : James Young
- Scénario : Elizabeth R. Carpenter, d'après sa nouvelle
- Société de production : Vitagraph Company of America
- Société de distribution : General Film Company
- Pays d'origine :  États-Unis
- Langue : film muet avec les intertitres en anglais
- Métrage : 300 m
- Format : Noir et blanc - 35 mm - 1,33:1  -  Muet
- Genre : Comédie dramatique
- Durée : 10 minutes
- Dates de sortie : 
  -  États-Unis : 19 août 1914

## Distribution
- Clara Kimball Young : Betty
- Lionel Belmore : Jim, son mari
- James Young : Cummings
- Charles Eldridge : le père de Betty